# 341 f.Kr.
| 341 f.Kr.          |
| ------------------ |
| Dødsfald - Fødsler |
|                    |

## Født
- Epikur græsk filosof, som grundlagde Epikureanismen (død 270 f.Kr.)

## Dødsfald
| År | Spire Denne artikel om et år, årti, århundrede eller årtusinde er en spire som bør udbygges. Du er velkommen til at hjælpe Wikipedia ved at udvide den. |